# Asyndetus longipalpis
Asyndetus longipalpis är en tvåvingeart som beskrevs av Van Duzee 1919. Asyndetus longipalpis ingår i släktet Asyndetus och familjen styltflugor.
Artens utbredningsområde är Guatemala. Inga underarter finns listade i Catalogue of Life.